# Argir
Argir este un oraș din Insulele Faroe.